# Großer Preis von Belgien 1964
Der Große Preis von Belgien 1964 (offiziell XXIV Grote Prijs van Belgie) fand am 14. Juni auf dem Circuit de Spa-Francorchamps in Spa statt und war das dritte Rennen der Automobil-Weltmeisterschaft 1964.

## Berichte

### Hintergrund

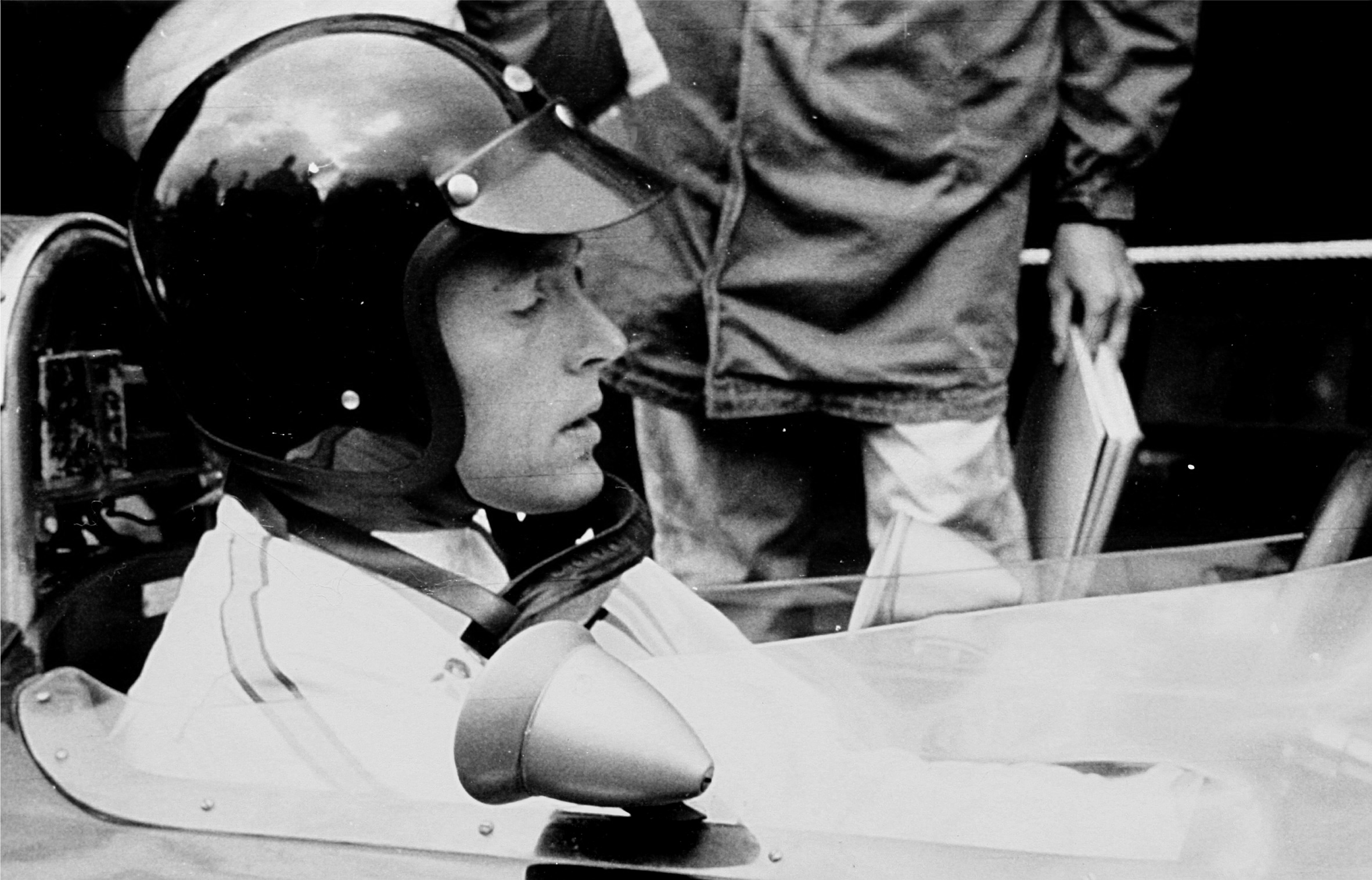
Letzte Pole-Position von Dan Gurney (Bild von 1965)

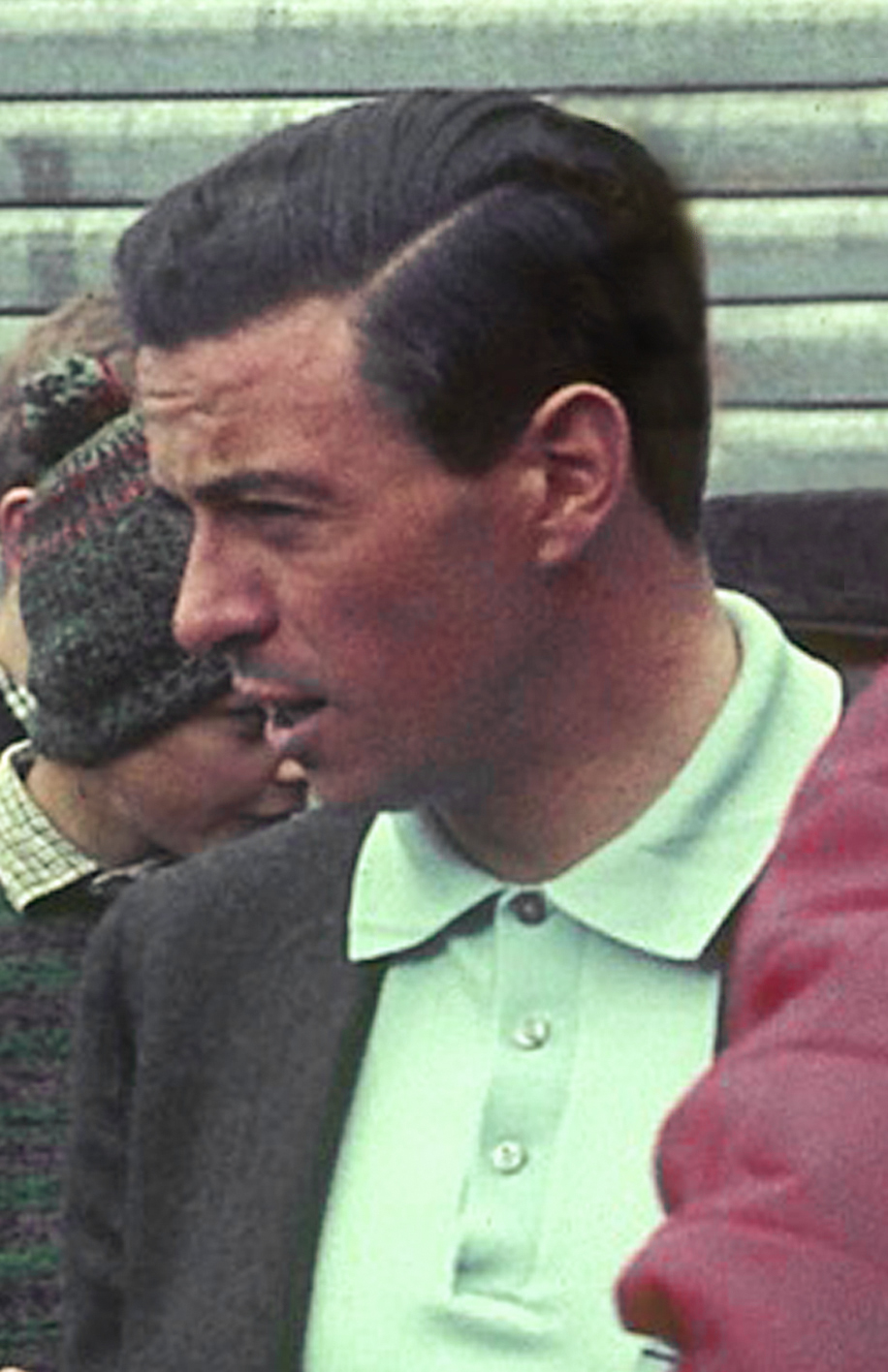
Dritter Sieg in Folge von Jim Clark beim Großen Preis von Belgien

Zum Rennen in Belgien war der Lotus 33 fertiggestellt und wurde zum ersten Mal für Jim Clark gemeldet, nachdem Lotus bereits in den ersten beiden Saisonrennen unterschiedliche Teile des neuen Wagens am Lotus 25 eingesetzt hatte. Allerdings war der Wagen noch nicht so schnell wie sein Vorgänger, weshalb Clark sowohl im Training als auch im Rennen den alten Lotus 25 fuhr. Erst beim Großen Preis von Deutschland gab der Lotus 33 sein Debüt.
Nach einem Rennen Pause kehrte British Racing Partnership in die Automobil-Weltmeisterschaft zurück. Innes Ireland fuhr den BRP Mk1, sein Teamkollege Trevor Taylor das Nachfolgermodell BRP Mk2. Dies war der erste Einsatz des neuen Wagens. Bei Reg Parnell Racing ersetzte Peter Revson für ein Rennen Mike Hailwood und bestritt anschließend zwei weitere Grand Prix für das Team als dritter Fahrer neben Hailwood und Chris Amon. Die Equipe Scirocco Belge, die in der Vorsaison noch Scirocco-Powell hieß, meldete André Pilette für das Rennen, der einen Scirocco 02 fuhr. Zum letzten Mal im Rahmen der Automobil-Weltmeisterschaft qualifizierten sich Pilette und Scirocco-Powell für einen Grand Prix; ein Start beim Großen Preis von Deutschland scheiterte an der Qualifikation.
Sowohl Graham Hill als auch Clark hatten jeweils ein Rennen gewonnen und führten punktgleich die Fahrerwertung vor Peter Arundell an. In der Konstrukteurswertung hatte Lotus einen Punkt Vorsprung auf B.R.M. und sieben Zähler Vorsprung auf Ferrari. Mit Jack Brabham, Phil Hill und Clark nahmen drei ehemalige Sieger teil, Clark gewann in den beiden vorangegangenen Jahren. Bei den Konstrukteuren war Ferrari viermal siegreich, Lotus zweimal und Cooper einmal.

### Training
Zum zweiten Mal in Folge fuhr Dan Gurney auf die Pole-Position für Brabham. Er war dabei 1,8 Sekunden schneller als der Zweitplatzierte Graham Hill. Gurney startete zum dritten und letzten Mal in seiner Karriere vom ersten Startplatz. Ein Fahrzeug von Brabham erreichte erst beim Großen Preis von Großbritannien 1966 erneut die Pole-Position. Gurney blieb für mehrere Jahre der letzte US-amerikanische Pole-Setter, bevor sich Mario Andretti beim Großen Preis der USA 1968 auf Rang eins qualifizierte.
Gurneys Teamkollege Brabham wurde mit einer Zehntelsekunde Rückstand auf Graham Hill Dritter des Trainings, zeitgleich mit Arundell. Hinter John Surtees lag Clark auf Platz sechs. Nachdem er Schwierigkeiten mit dem neuen Lotus 33 hatte, wechselte er zum Vorgängermodell und hatte damit mehr als fünf Sekunden Rückstand auf die Pole-Zeit. Bruce McLaren wurde Siebter vor Richie Ginther und Lorenzo Bandini. Als einziger Fahrer der Top-Teams qualifizierte sich Phil Hill außerhalb der ersten zehn. Die ersten zehn komplettierte stattdessen Revson als bester Fahrer mit einem Kundenfahrzeug. B.R.P belegte nach dem Training die Ränge zwölf und 16, Pilette wurde auf Scirocco mit großem Abstand Letzter. Mit mehr als einer halben Minute Rückstand auf Gurneys Bestzeit war sein Wagen nicht mehr konkurrenzfähig.

### Rennen
Arundell startete von Platz vier und übernahm beim Start die Führung, allerdings wurde er noch in der ersten Runde von Gurney, Surtees und Clark überholt. Anschließend fiel Arundell auch hinter Graham Hill auf Rang fünf zurück. Surtees überholte Gurney und übernahm in Runde zwei die Führung, allerdings fiel er mit einer Motorstörung einen Umlauf später zurück und stellte seinen Wagen in Runde vier ab. Zur selben Zeit schied Amon ebenso mit Motorschaden aus. Auch Bob Anderson hatte einen Motordefekt und konnte nicht am Rennen teilzunehmen.
Gurney baute sich einen Vorsprung auf die Konkurrenz auf. Hinter ihm kämpften Graham Hill und Jim Clark um den zweiten Platz. Dabei überholten sie sich mehrfach gegenseitig. McLaren schloss auf die beiden Fahrer auf, nachdem er Arundell und Brabham überholt hatte. Graham Hill gewann diesen Dreikampf, und die Abstände unter den ersten Positionen vergrößerten sich in den folgenden Runden. Gurneys Vorsprung auf Graham Hill betrug zu diesem Zeitpunkt mehr als eine halbe Minute. Bonnier gab in Runde acht wegen physischer Erschöpfung auf. Andere Fahrer schieden mit weiteren Motorschäden aus. Betroffen waren Pilette, Phil Hill, Siffert, sowie Bandini, womit beide Ferrari aus dem Rennen waren.
Vier Runden vor Rennende kam Clark zum Nachfüllen von Wasser an die Box. Er kam hinter McLaren auf Rang vier wieder auf die Strecke zurück. Daraufhin ging Gurney der Kraftstoff aus und er steuerte ebenfalls die Box an, um nachzutanken. Allerdings hatte Brabham keinen Kraftstoff zur Verfügung, sodass Gurney mit fast leerem Tank das Rennen fortsetzte. Er holte auf McLaren auf, dessen Motor ins Stottern geriet, blieb dann aber stehen, da ihm das Benzin endgültig ausgegangen war. Gurney wurde noch als Sechster innerhalb der Punkteränge gewertet. Doch auch die restlich verbliebenen Fahrer an der Spitze hatten kurz vor dem Ziel Probleme mit der Kraftstoffzufuhr. Mit defekter Pumpe blieb der Führende Graham Hill in Runde 31 stehen und wurde anschließend als Fünfter gewertet. McLaren übernahm die Führung, doch sein Motor starb wegen fehlendem Kraftstoff ab, sodass er langsam ins Ziel rollte. Dies gab Clark noch die Gelegenheit McLaren zu überholen und das Rennen mit drei Sekunden Vorsprung zu gewinnen. In der Ehrenrunde blieb dann auch Clark mit leerem Tank stehen.
Für Clark war es der zweite Saisonsieg in Folge. Damit übernahm er die Führung in der Fahrerwertung vor Graham Hill und Ginther. Clark gewann zum dritten Mal in Folge den Großen Preis von Belgien, dies gelang erst Ayrton Senna auf dieser Rennstrecke in der Zeit von 1988 bis 1990 erneut. McLaren fuhr als Zweiter über die Ziellinie, Brabham komplettierte die Podiumsplatzierungen auf Rang drei. Ginther wurde Vierter, Taylor und Baghetti verpassten die Punkteplatzierungen und hatten eine Runde Rückstand. Die Rennleitung disqualifizierte Revson, weil er angeschoben worden war. Dies war die einzige Disqualifikation in seiner Karriere in der Automobil-Weltmeisterschaft.
Während des Rennens wurde McLaren von einem aufgewirbelten Stein getroffen und blutete daraufhin im Gesicht. Zum Ausgang des Rennens sagte McLaren später, er habe gedacht, Clark sei noch in der Box, und es hätte ihn überrascht, als er vor der Ziellinie von ihm überholt wurde. Allerdings hätte er sich ohne Kraftstoff nicht mehr wehren können. McLaren beschrieb diese Situation als die fantastischste, die er je in einem Rennen gesehen hätte.

## Meldeliste
| Team                        | Nr. | Fahrer             | Chassis      | Motor          | Reifen |
| --------------------------- | --- | ------------------ | ------------ | -------------- | ------ |
| Owen Racing Organisation    | 01  | Graham Hill        | BRM P261     | BRM 1.5 V8     | D      |
| Owen Racing Organisation    | 02  | Richie Ginther     | BRM P261     | BRM 1.5 V8     | D      |
| British Racing Partnership  | 03  | Innes Ireland      | BRP Mk1      | BRM 1.5 V8     | D      |
| British Racing Partnership  | 04  | Trevor Taylor      | BRP Mk2      | BRM 1.5 V8     | D      |
| Scuderia Centro Sud         | 06  | Giancarlo Baghetti | BRM P57      | BRM 1.5 V8     | D      |
| Scuderia Centro Sud         | 07  | Tony Maggs         | BRM P57      | BRM 1.5 V8     | D      |
| Scuderia Ferrari SpA SEFAC  | 10  | John Surtees       | Ferrari 158  | Ferrari 1.5 V8 | D      |
| Scuderia Ferrari SpA SEFAC  | 11  | Lorenzo Bandini    | Ferrari 158  | Ferrari 1.5 V8 | D      |
| Brabham Racing Organisation | 14  | Jack Brabham       | Brabham BT7  | Climax 1.5 V8  | D      |
| Brabham Racing Organisation | 15  | Dan Gurney         | Brabham BT7  | Climax 1.5 V8  | D      |
| Rob Walker Racing Team      | 16  | Joakim Bonnier     | Brabham BT11 | BRM 1.5 V8     | D      |
| Rob Walker Racing Team      | 16  | Joakim Bonnier     | Cooper T66   | Climax 1.5 V8  | D      |
| Siffert Racing Team         | 17  | Joseph Siffert     | Brabham BT11 | BRM 1.5 V8     | D      |
| DW Racing Enterprises       | 18  | Bob Anderson       | Brabham BT11 | Climax 1.5 V8  | D      |
| Cooper Car Company          | 20  | Bruce McLaren      | Cooper T73   | Climax 1.5 V8  | D      |
| Cooper Car Company          | 21  | Phil Hill          | Cooper T73   | Climax 1.5 V8  | D      |
| Team Lotus                  | 23  | Jim Clark          | Lotus 25     | Climax 1.5 V8  | D      |
| Team Lotus                  | 23  | Jim Clark          | Lotus 33     | Climax 1.5 V8  | D      |
| Team Lotus                  | 24  | Peter Arundell     | Lotus 25     | Climax 1.5 V8  | D      |
| Reg Parnell Racing          | 27  | Chris Amon         | Lotus 25     | BRM 1.5 V8     | D      |
| Reg Parnell Racing          | 29  | Peter Revson       | Lotus 24     | BRM 1.5 V8     | D      |
| Equipe Scirocco Belge       | 28  | André Pilette      | Scirocco 02  | Climax 1.5 V8  | D      |

Anmerkungen
1. 1 2  Bonnier fuhr den Brabham mit der Nummer 16 in den Trainingssitzungen und im Rennen.
2. 1 2  Clark fuhr beide Wagen im Training, den Lotus 25 mit der Nummer 23 im Rennen.

## Klassifikationen

### Startaufstellung
| Pos. | Fahrer             | Konstrukteur    | Zeit   | Ø-Geschwindigkeit | Start |
| ---- | ------------------ | --------------- | ------ | ----------------- | ----- |
| 01   | Dan Gurney         | Brabham-Climax  | 3:50,9 | 219,84 km/h       | 01    |
| 02   | Graham Hill        | B.R.M.          | 3:52,7 | 218,13 km/h       | 02    |
| 03   | Jack Brabham       | Brabham-Climax  | 3:52,8 | 218,04 km/h       | 03    |
| 04   | Peter Arundell     | Lotus-Climax    | 3:52,8 | 218,04 km/h       | 04    |
| 05   | John Surtees       | Ferrari         | 3:55,1 | 215,91 km/h       | 05    |
| 06   | Jim Clark          | Lotus-Climax    | 3:56,2 | 214,90 km/h       | 06    |
| 07   | Bruce McLaren      | Cooper-Climax   | 3:56,2 | 214,90 km/h       | 07    |
| 08   | Richie Ginther     | B.R.M.          | 3:57,2 | 214,00 km/h       | 08    |
| 09   | Lorenzo Bandini    | Ferrari         | 3:58,8 | 212,56 km/h       | 09    |
| 10   | Peter Revson       | Lotus-B.R.M.    | 3:59,9 | 211,59 km/h       | 10    |
| 11   | Chris Amon         | Lotus-B.R.M.    | 4:00,1 | 211,41 km/h       | 11    |
| 12   | Trevor Taylor      | BRP-B.R.M.      | 4:00,2 | 211,32 km/h       | 12    |
| 13   | Joseph Siffert     | Brabham-B.R.M.  | 4:02,7 | 209,15 km/h       | 13    |
| 14   | Joakim Bonnier     | Brabham-B.R.M.  | 4:02,7 | 209,15 km/h       | 14    |
| 15   | Phil Hill          | Cooper-Climax   | 4:02,8 | 209,06 km/h       | 15    |
| 16   | Innes Ireland      | BRP-B.R.M.      | 4:04,0 | 208,03 km/h       | 16    |
| 17   | Giancarlo Baghetti | B.R.M.          | 4:07,6 | 205,01 km/h       | 17    |
| 18   | Tony Maggs         | B.R.M.          | 4:07,8 | 204,84 km/h       | –     |
| 19   | Bob Anderson       | Brabham-Climax  | 4:08,5 | 204,27 km/h       | –     |
| 20   | André Pilette      | Scirocco-Climax | 4:22,9 | 193,08 km/h       | 18    |

### Rennen
| Pos. | Fahrer             | Konstrukteur    | Runden | Stopps | Zeit       | Start | Schnellste Runde |
| ---- | ------------------ | --------------- | ------ | ------ | ---------- | ----- | ---------------- |
| 01   | Jim Clark          | Lotus-Climax    | 32     | 1      | 2:06:40,5  | 06    | 3:50,9           |
| 02   | Bruce McLaren      | Cooper-Climax   | 32     | 0      | + 3,4      | 07    | 3:50,8           |
| 03   | Jack Brabham       | Brabham-Climax  | 32     | 0      | + 48,1     | 03    | 3:56,0           |
| 04   | Richie Ginther     | B.R.M.          | 32     | 0      | + 1:58,6   | 08    | 3:57,3           |
| 05   | Graham Hill        | B.R.M.          | 31     | 0      | + 1 Runde  | 02    | 3:49,9           |
| 06   | Dan Gurney         | Brabham-Climax  | 31     | 1      | + 1 Runde  | 01    | 3:49,2 (27.)     |
| 07   | Trevor Taylor      | BRP-B.R.M.      | 31     | 0      | + 1 Runde  | 12    | 4:00,2           |
| 08   | Giancarlo Baghetti | B.R.M.          | 31     | 0      | + 1 Runde  | 17    | 4:04,0           |
| 09   | Peter Arundell     | Lotus-Climax    | 28     | 0      | + 4 Runden | 04    | 3:55,0           |
| 10   | Innes Ireland      | BRP-B.R.M.      | 28     | 0      | + 4 Runden | 16    | 4:04,7           |
| –    | Joseph Siffert     | Brabham-Climax  | 14     | 0      | DNF        | 13    | 4:03,3           |
| –    | Phil Hill          | Cooper-Climax   | 13     | 0      | DNF        | 15    | 3:54,9           |
| –    | Lorenzo Bandini    | Ferrari         | 12     | 0      | DNF        | 09    | 4:01,9           |
| –    | André Pilette      | Scirocco-Climax | 11     | 0      | DNF        | 18    | 4:28,6           |
| –    | Joakim Bonnier     | Brabham-B.R.M.  | 8      | 0      | DNF        | 14    | 4:11,2           |
| –    | Chris Amon         | Lotus-B.R.M.    | 4      | 0      | DNF        | 11    | 4:09,8           |
| –    | John Surtees       | Ferrari         | 4      | 0      | DNF        | 05    | 3:52,5           |
| DSQ  | Peter Revson       | Lotus-B.R.M.    | 28     | 0      | –          | 10    | 4:01,2           |
| DNS  | Bob Anderson       | Brabham-Climax  | –      | –      | –          | –     | –                |
| DNS  | Tony Maggs         | B.R.M.          | –      | –      | –          | –     | –                |

## WM-Stände nach dem Rennen
Die ersten sechs des Rennens bekamen 9, 6, 4, 3, 2, 1 Punkte. Es zählten nur die sechs besten Ergebnisse aus zehn Rennen. In der Konstrukteurswertung zählten dabei nur die Punkte des bestplatzierten Fahrers eines Teams.

### Fahrerwertung
| Pos. | Fahrer         | Konstrukteur   | Punkte |
| ---- | -------------- | -------------- | ------ |
| 01   | Jim Clark      | Lotus-Climax   | 21     |
| 02   | Graham Hill    | B.R.M.         | 14     |
| 03   | Richie Ginther | B.R.M.         | 9      |
| 04   | Peter Arundell | Lotus-Climax   | 8      |
| 05   | Bruce McLaren  | Cooper-Climax  | 6      |
| 06   | John Surtees   | Ferrari        | 6      |
| 07   | Jack Brabham   | Brabham-Climax | 4      |
| 08   | Joakim Bonnier | Cooper-Climax  | 2      |
| 09   | Chris Amon     | Lotus-B.R.M.   | 2      |
| 10   | Mike Hailwood  | Lotus-B.R.M.   | 1      |
| 11   | Bob Anderson   | Brabham-Climax | 1      |

| Pos. | Fahrer                  | Konstrukteur    | Punkte |
| ---- | ----------------------- | --------------- | ------ |
| 12   | Dan Gurney              | Brabham-Climax  | 1      |
| 13   | Trevor Taylor           | BRP-B.R.M.      | 0      |
| 14   | Joseph Siffert          | Lotus-B.R.M.    | 0      |
| 15   | Phil Hill               | Cooper-Climax   | 0      |
| 16   | Lorenzo Bandini         | Ferrari         | 0      |
| 17   | Giancarlo Baghetti      | B.R.M.          | 0      |
| 18   | Innes Ireland           | BRP-B.R.M.      | 0      |
| –    | Maurice Trintignant     | B.R.M.          | 0      |
| –    | Carel Godin de Beaufort | Porsche         | 0      |
| –    | André Pilette           | Scirocco-Climax | 0      |

### Konstrukteurswertung
| Pos. | Konstrukteur   | Punkte |
| ---- | -------------- | ------ |
| 01   | Lotus-Climax   | 22     |
| 02   | B.R.M.         | 15     |
| 03   | Cooper-Climax  | 8      |
| 04   | Ferrari        | 6      |
| 05   | Brabham-Climax | 5      |

| Pos. | Konstrukteur    | Punkte |
| ---- | --------------- | ------ |
| 06   | Lotus-B.R.M.    | 3      |
| –    | BRP-B.R.M.      | 0      |
| –    | Porsche         | 0      |
| –    | Scirocco-Climax | 0      |